# 라파엘 에이탄
라파엘 에이탄(히브리어: רפאל איתן, 영어: Rafael Eitan, 199년 1월 11일 ~ 2004년 11월 23일)은 이스라엘의 장군이자 전 이스라엘 방위군 참모총장, 이후 정치인, 크네세트 의원, 정부 장관을 역임했다.

## 어린 시절
라파엘 에이탄은 1929년 나사렛 인근 텔아다심의 모샤브에서 팔레스타인 위임통치령으로 이주한 우크라이나 유대인 엘리야후와 미리암 에이탄 사이에서 라파엘 카민스키(러시아어: Рафаэль Камински)로 태어났다. 그의 아버지는 유대인 방위 단체 하소메르의 설립자 중 한 명이었다.

## 군사 경력

### 참모총장
1978년 4월 1일, 에이탄은 중장으로 승진하여 에제르 바이츠만에 의해 이스라엘 방위군 참모총장으로 임명되었다.
에이탄은 IDF의 규율과 효율성을 높이기 위한 상징적인 조치로 임기를 시작했다. 그는 군인들에게 군 베레모를 착용하고 소총 사격 연습 후 사용 후 카트리지를 수거하도록 요구했다.
에이탄은 이집트가 이집트에 반환된 후 시나이반도 외부에 IDF를 재배치하는 작업을 감독했다. 1982년 4월 이집트가 인프라 비용 지불을 거부하자 아리엘 샤론과 함께 시나이에 있는 이스라엘 마을 야미트를 철거했다.

## 정치 경력
1983년 4월, 군에서 은퇴한 후, 에이탄은 정계에 입문했다. 그는 자신의 뿌리와 땅으로 연결된 사브라 이스라엘인의 이미지를 가지고 있었다. 농업과 목공, 비행과 같은 취미에 대한 그의 배경은 이스라엘 대중의 많은 관심을 끌었던 이 이미지에 기여했다.

## 사망
2004년 11월 23일, 에이탄은 항구 확장 프로젝트를 감독하던 지중해 항구 아슈도드에 도착했다. 큰 파도가 방파제에서 바다로 휩쓸려 들어가 익사했다. 그는 이스라엘 해군에 의해 시신이 수습되기 전까지 거친 바다에서 한 시간 넘게 길을 잃었다. 그는 그를 되살리려는 노력이 실패한 후 사망 판정을 받았다.